# La Meilleure Boulangerie de France
Vous pouvez aider à l'améliorer ou bien discuter des problèmes sur sa page de discussion.
- Il peut contenir un travail inédit ou des déclarations non vérifiées. Vous pouvez l’améliorer en ajoutant des références. (Marqué depuis avril 2021)

Vous pouvez aider à l'améliorer ou bien discuter des problèmes sur sa page de discussion.
- Il ne cite pas suffisamment ses sources. Vous pouvez indiquer les passages à sourcer avec {{référence nécessaire}} ou {{Référence souhaitée}}, et inclure les références utiles en les liant aux notes de bas de page. (Marqué depuis février 2021)
- Il ne s’appuie pas, ou pas assez, sur des sources secondaires ou tertiaires. (Marqué depuis avril 2021)
- Il contient une ou plusieurs listes. Le texte gagnerait à être rédigé sous la forme d’un ou plusieurs paragraphes synthétiques, afin d’être plus agréable à lire. (Marqué depuis avril 2021)
- Son texte doit être wikifié : il ne correspond pas à la mise en forme Wikipédia (style, typographie, liens internes, liens entre les wikis, etc.). (Marqué depuis avril 2021)
- Il est à actualiser. Certains passages sont obsolètes ou annoncent des événements désormais passés. (Marqué depuis juillet 2024)

- Archive Wikiwix
- Bing
- Cairn
- DuckDuckGo
- E. Universalis
- Gallica
- Google
- G. Books
- G. News
- G. Scholar
- Persée
- Qwant
- (zh) Baidu
- (ru) Yandex
- (wd) trouver des œuvres sur Wikidata

La Meilleure Boulangerie de France est une émission de télévision française diffusée sur M6 produite par EndemolShine France. Elle est l’adaptation d’un format britannique s’intitulant Britain's Best Bakery.

## Principe
Un trio du jurés (duo jusqu'à la saison 9) sillonne la France pendant plusieurs semaines à la recherche de la meilleure boulangerie de France. Chaque semaine, la compétition a lieu dans une région différente et chaque jour, deux boulangeries de la région s'affrontent. La boulangerie gagnante obtient une place pour espérer représenter sa région en finale nationale. La sélection se fait sur délibération du jury le vendredi (jusqu'à la saison 6, il y avait 2 épreuves pour départager les gagnants de la semaine.
Les boulangeries sont départagées par les membres du jury :
- Bruno Cormerais (depuis la saison 1) : Il a obtenu le titre de Meilleur Ouvrier de France en 2004. Il est également membre de l’Équipe de France en Boulangerie et membre des "Ambassadeurs du pain". Médaillé d'or, d'argent et de bronze à différents concours de baguette, il est également titulaire de la Médaille de L'Enseignement Technique aux Meilleurs Ouvriers de France.
- Gontran Cherrier (saison 1 à 3) :  Issu d'une famille de boulangers-pâtissiers depuis 2 générations, ses grands parents ont tenu une boulangerie-pâtisserie et un salon de thé à Luc-sur-Mer. Ses parents, quant à eux, ont repris la boulangerie familiale avant d'en créer une autre à Marcoussis en région parisienne où Gontran a fait son apprentissage. Il est entré à l'École de boulangerie et de pâtisserie en 1994. Il quitte l'émission l'émission après la saison 3 pour ouvrir sa boulangerie en Australie[1].
- Norbert Tarayre (saison 4 à 10) : Il remplace Gontran Cherrier en tant que jury. Il s'est fait connaître dans Top Chef et Norbert, commis d'office. Le 26 septembre 2023, on apprend qu'il quitte l'émission après 7 saisons, pour devenir le chef de l'hôtel 5 étoiles, le Prince de Galles[2].
- Noëmie Honiat (depuis la saison 10) : Le 22 juillet 2022, on apprend qu'elle rejoint l'émission en tant que troisième jury avec Norbert Tarayre et Bruno Cormerais puis Michel Sarran dès la saison 11 après le départ de Norbert Tarayre[3]. Elle s'est fait connaitre principalement en allant en finale de la saison 5 de Top Chef.
- Michel Sarran (depuis la saison 11) : Le 26 septembre 2023, on apprend qu'il rejoint l'émission en remplacement de Norbert Tarayre[4]. C'est un chef étoilé (doublement jusqu'en 2022), qui a été jury de Top Chef de la saison 6 à 12.

| Saison | 1 (2013)         | 2 (2014)         | 3 (2015)         | 4 (2016)        | 5 (2017)        | 6 (2018)        | 7 (2019)        | 8 (2021)        | 9 (2022)        | 10 (2023)       | 11 (2024)       | 12 (2025)                                     |
| ------ | ---------------- | ---------------- | ---------------- | --------------- | --------------- | --------------- | --------------- | --------------- | --------------- | --------------- | --------------- | --------------------------------------------- |
| Jury   | Bruno Cormerais  | Bruno Cormerais  | Bruno Cormerais  | Bruno Cormerais | Bruno Cormerais | Bruno Cormerais | Bruno Cormerais | Bruno Cormerais | Bruno Cormerais | Bruno Cormerais | Bruno Cormerais | Bruno Cormerais                               |
| Jury   | Gontran Cherrier | Gontran Cherrier | Gontran Cherrier | Norbert Tarayre | Norbert Tarayre | Norbert Tarayre | Norbert Tarayre | Norbert Tarayre | Norbert Tarayre | Norbert Tarayre | Michel Sarran   | Michel Sarran                                 |
| Jury   |                  |                  |                  |                 |                 |                 |                 |                 |                 | Noëmie Honiat   | Noëmie Honiat   | Noëmie Honiat Chiara Serpaggi Norbert Tarayre |

### Voitures
Depuis la saison 8, les jurés sont mis en scène en road trip tout du long de l'émission. La séquence de présentation de chaque boulangerie se déroule en voiture, on suppose que les jurés se dirigent vers celle-ci. Le jury a évolué avec différentes voitures au fil des saisons :
| Saison 8 (2021)  | Jeep Renegade   |  |
| Saison 9 (2022)  | Peugeot 3008 II |  |
| Saison 10 (2023) | Peugeot 3008 II |  |
| Saison 11 (2024) | Renault Austral |  |
| Saison 12 (2025) | Yaris Cross     |  |

## Déroulement

### Saisons 1 à 6

#### Finale départementale
Du lundi au jeudi se déroule une compétition par département (parfois 2 départements). Les boulangers en lice sont notés sur 10 à chaque épreuve. Celui (ou celle) qui obtient la meilleure moyenne gagne sa place en finale régionale.
- Épreuve 1 : la boutique est notée sur l'accueil, la décoration et un produit au hasard est goûté ;
- Épreuve 2 : le produit fétiche : chaque boulangerie présente son produit phare ;
- Épreuve 3 : le pain : chaque boulangerie présente son pain favori ;
- Épreuve 4 : la création : le jury défie les boulangeries avec une spécialité choisie dans leur région (le jury déguste à l'aveugle sans connaître quelle boulangerie a réalisé la création).

#### Finale régionale
Le vendredi, les 4 boulangeries sélectionnées du lundi au jeudi se rencontrent dans un  CFA ou une Chambre des métiers de leur région et ont 2 épreuves :
- Épreuve 1 : le défi des pains qui doivent s'accorder avec un plat cuisiné qui élimine 2 équipes lors de la délibération du jury.
- Épreuve 2 : la commande spéciale qui mixe quantité, qualité, salé et sucré, offre la place en finale.

#### Finale nationale
Les gagnants des finales régionales s'affrontent ensuite lors la finale nationale dans la région parisienne ou dans un cadre faisant référence aux thèmes des derniers défis. Après chaque épreuve, une équipe est éliminée jusqu'à l'ultime duel qui départagera les meilleurs de la saison.

### Saisons 7 à 9

#### Finale départementale
Du lundi au vendredi se déroule une compétition par département (parfois 2 départements). Les boulangers en lice sont notés sur 10 à chaque épreuve.
- Épreuve 1 : la boutique est notée sur l'accueil, la décoration et un produit au hasard est goûté ;
- Épreuve 2 : le produit fétiche (appelé "produit signature" dans la saison 9) : chaque boulangerie présente son produit phare ;
- Épreuve 3 : le pain : chaque boulangerie présente son pain favori ;
- Épreuve 4 : la création : le jury défie les boulangeries avec une spécialité choisie dans leur région (chaque boulangerie explique sa création).

#### Finale régionale
Le gagnant est sélectionné le vendredi après délibération du jury. Il n'y a plus d'épreuves pour départager les finalistes départementaux.

#### Finale nationale
- Saison 7 :
  - Lundi à mercredi : 3 régions en compétition chaque jour sur 2 épreuves
  - Jeudi : demi-finale sur 2 épreuves
  - Vendredi : finale sur 1 épreuve
- Saison 8[5] et  9 :
  - Lundi : épreuve identique pour toutes les boulangeries sélectionnées puis sélection des 8 meilleures
  - Mardi : tirage au sort de 4 boulangeries parmi les 8, puis 2 épreuves
  - Mercredi : 2 épreuves pour les 4 boulangeries restantes
  - Jeudi : 1/2 finale
  - Vendredi : finale

## Listes des émissions

### Saison 1 (2013)
La saison 1 de La meilleure boulangerie de France a été diffusée sur M6 du lundi 26 août 2013 au vendredi 18 octobre 2013. Elle comporte 40 épisodes, le premier s'intitule "Midi Pyrénées" et le dernier "La grande finale".

### Saison 2 (2014)
La saison 2 de La meilleure boulangerie de France a été diffusée sur M6 du lundi 21 avril 2014 au vendredi 20 juin 2014. Elle comporte 45 épisodes, le premier s'intitule "Bretagne" et le dernier "Épisode 45".

### Saison 3 (2015)
La saison 3 de La meilleure boulangerie de France a été diffusée sur M6 du lundi 17 août 2015 au vendredi 23 octobre 2015. Elle comporte 50 épisodes, le premier s'intitule "Episode 1" et le dernier "Épisode 50".

#### Récapitulatif audiences
| Date               | Audiences | Audiences | Audiences |
| Date               | Nombre    | Pda       | Réf.      |
| ------------------ | --------- | --------- | --------- |
| 17 août 2015       | 1 362 000 | 11,0%     | [ 9 ]     |
| 18 août 2015       | NC        | NC        |           |
| 19 août 2015       | 1 079 000 | 9,3%      | [ 10 ]    |
| 20 août 2015       | NC        | NC        |           |
| 21 août 2015       | NC        | NC        |           |
|                    |           |           |           |
| 24 août 2015       | NC        | NC        |           |
| 25 août 2015       | NC        | NC        |           |
| 26 août 2015       | NC        | NC        |           |
| 27 août 2015       | NC        | 16,5%     | [ 11 ]    |
| 28 août 2015       | NC        | NC        |           |
|                    |           |           |           |
| 31 août 2015       | 1 100 000 | 6,9%      | [ 12 ]    |
| 1er septembre 2015 | 1 200 000 | 7,7%      | [ 13 ]    |
| 2 septembre 2015   | 1 200 000 | 8,0%      | [ 14 ]    |
| 3 septembre 2015   | 1 200 000 | 8,6%      | [ 15 ]    |
| 4 septembre 2015   | 1 200 000 | 8,5%      | [ 16 ]    |
|                    |           |           |           |
| 7 septembre 2015   | 1 100 000 | 7,7%      | [ 17 ]    |
| 8 septembre 2015   | 1 100 000 | 7,9%      | [ 18 ]    |
| 9 septembre 2015   | 1 100 000 | 7,8%      | [ 19 ]    |
| 10 septembre 2015  | 1 200 000 | 8,4%      | [ 20 ]    |
| 11 septembre 2015  | 1 000 000 | 7,5%      | [ 21 ]    |
|                    |           |           |           |
| 14 septembre 2015  | 1 300 000 | 8,3%      | [ 22 ]    |
| 15 septembre 2015  | 1 200 000 | 7,9%      | [ 23 ]    |
| 16 septembre 2015  | 1 300 000 | 8,2%      | [ 24 ]    |
| 17 septembre 2015  | 1 200 000 | 7,7%      | [ 25 ]    |
| 18 septembre 2015  | 1 100 000 | 7,9%      | [ 26 ]    |
|                    |           |           |           |
| 21 septembre 2015  | 1 400 000 | 8,5%      | [ 27 ]    |
| 22 septembre 2015  | 1 400 000 | 8,7%      | [ 28 ]    |
| 23 septembre 2015  | 1 300 000 | 8,4%      | [ 29 ]    |
| 24 septembre 2015  | 1 300 000 | 8,8%      | [ 30 ]    |
| 25 septembre 2015  | 1 100 000 | 8,0%      | [ 31 ]    |
|                    |           |           |           |
| 28 septembre 2015  | 1 300 000 | 8,5%      | [ 32 ]    |
| 29 septembre 2015  | 1 400 000 | 9,1%      | [ 33 ]    |
| 30 septembre 2015  | 1 300 000 | 8,2%      | [ 34 ]    |
| 1er octobre 2015   | 1 100 000 | 7,6%      | [ 35 ]    |
| 2 octobre 2015     | 1 300 000 | 9,0%      | [ 36 ]    |
|                    |           |           |           |
| 5 octobre 2015     | 1 600 000 | 9,4%      | [ 37 ]    |
| 6 octobre 2015     | 1 400 000 | 9,2%      | [ 38 ]    |
| 7 octobre 2015     | 1 500 000 | 9,9%      | [ 39 ]    |
| 8 octobre 2015     | 1 400 000 | 9,0%      | [ 40 ]    |
| 9 octobre 2015     | 1 200 000 | 8,3%      | [ 41 ]    |
|                    |           |           |           |
| 12 octobre 2015    | 1 600 000 | 9,3%      | [ 42 ]    |
| 13 octobre 2015    | 1 400 000 | 8,9%      | [ 43 ]    |
| 14 octobre 2015    | 1 500 000 | 9,5%      | [ 44 ]    |
| 15 octobre 2015    | 1 500 000 | 9,0%      | [ 45 ]    |
| 16 octobre 2015    | 1 400 000 | 8,7%      | [ 46 ]    |
|                    |           |           |           |
| 19 octobre 2015    | 1 300 000 | 9,1%      | [ 47 ]    |
| 20 octobre 2015    | 1 200 000 | 9,3%      | [ 48 ]    |
| 21 octobre 2015    | 1 300 000 | 9,5%      | [ 49 ]    |
| 22 octobre 2015    | 1 370 000 | 10,1%     | [ 50 ]    |
| 23 octobre 2015    | 1 400 000 | 10,8%     | [ 51 ]    |
|                    |           |           |           |
| Moyenne            | NC        | NC        |           |

### Saison 4 (2016)
La saison 4 de La meilleure boulangerie de France a été diffusée sur M6 du lundi 22 août 2016 au vendredi 14 octobre 2016. Elle comporte 40 épisodes, le premier s'intitule "PACA - Jour 1" et le dernier "Finale nationale - Jour 5".

#### Finale nationale
| Boulangeries finalistes  | Boulangeries finalistes | Boulangeries finalistes | Boulangeries finalistes |
| Nom                      | Département             | Ville                   | Notes                   |
| ------------------------ | ----------------------- | ----------------------- | ----------------------- |
| La Maison Saint-Honoré   | Bouches-du-Rhône        | Marseille               |                         |
| La Maison Saint-Arnoult  | Haute-Garonne           | L'union                 |                         |
| La Maison Nivon          | Drôme                   | Valence                 |                         |
| La Boulangerie Boistelle | Bas-Rhin                | Saverne                 |                         |
| La Magie du Pain         | Maine-et-Loire          | Beaufort-en-Vallée      |                         |
| La Boulangerie Utopie    | Paris                   | Paris                   | Vainqueur               |
| La Boulangerie Yvonne    | Calvados                | Deauville               |                         |

### Saison 5 (2017)
La saison 5 de La meilleure boulangerie de France a été diffusée sur M6 du lundi 11 septembre 2017 au vendredi 10 novembre 2017. Elle comporte 45 épisodes, le premier s'intitule "Nouvelle-Aquitaine - Jour 1" et le dernier "Finale nationale - Jour 5".

#### Finale nationale
| Date             | Audiences | Audiences | Réf.    |
| Date             | Nombre    | Pda       | Réf.    |
| ---------------- | --------- | --------- | ------- |
| 6 novembre 2017  | 1 720 000 | 9,6 %     | [ 110 ] |
| 7 novembre 2017  | 1 900 000 | 10,7 %    | [ 111 ] |
| 8 novembre 2017  | 1 850 000 | 10,7 %    | [ 112 ] |
| 9 novembre 2017  | 1 860 000 | 10,8 %    | [ 113 ] |
| 10 novembre 2017 | 1 730 000 | 10,8 %    | [ 114 ] |

### Saison 6 (2018)
La saison 6 de La meilleure boulangerie de France a été diffusée sur M6 du lundi 20 août 2018 au vendredi 19 octobre 2018. Elle comporte 45 épisodes, le premier s'intitule "Nouvelle-Aquitaine - Jour 1" et le dernier "Finale nationale - Jour 5".

#### Finale nationale
| Date            | Audiences | Audiences | Audiences |
| Date            | Nombre    | Pda       | Réf.      |
| --------------- | --------- | --------- | --------- |
| 15 octobre 2018 | 1 575 000 | 9,8 %     | [ 156 ]   |
| 16 octobre 2018 | 1 442 000 | 9,9 %     | [ 157 ]   |
| 17 octobre 2018 | 1 454 000 | 9,6 %     | [ 158 ]   |
| 18 octobre 2018 | 1 462 000 | 9,6 %     | [ 159 ]   |
| 19 octobre 2018 | 1 480 000 | 10,2 %    | [ 160 ]   |

### Saison 7 (2019)
La saison 7 de La meilleure boulangerie de France a été diffusée sur M6 du lundi 19 août 2019 au vendredi 25 octobre 2019. Elle comporte 50 épisodes, le premier s'intitule "Provence-Alpes-Côte d'Azur - Jour 1" et le dernier "Finale nationale - Jour 5".

### Saison 8 (2020)
La saison 8 de La meilleure boulangerie de France a été diffusée sur M6 du lundi 18 janvier 2021 au vendredi 23 avril 2021. Elle comporte 70 épisodes, le premier s'intitule "Loire-Atlantique" et le dernier "Épisode 70 - Finale nationale".

### Saison 9 (2022)
La saison 9 de La meilleure boulangerie de France a été diffusée sur M6 du lundi 10 janvier 2022 au vendredi 22 avril 2022. Elle comporte 75 épisodes, le premier s'intitule "Épisode 1 - Normandie" et le dernier "Épisode 75 - Finale nationale".

#### Émissions par région
...

#### Finale nationale
...

### Saison 10 (2023)
La saison 10 de La meilleure boulangerie de France a démarré sur M6 le lundi 2 janvier 2023. Elle comporte 95 épisodes au total .

#### Émissions par région
...

#### Finale nationale
...

### Saison 11 (2024)
La saison 11 de La meilleure boulangerie de France a démarré sur M6 le lundi 8 janvier 2024 au vendredi 28 juin 2024. Elle comporte 125 épisodes au total.

### Saison 12 (2025)
La saison 12 de La meilleure boulangerie de France a démarré sur M6 le lundi 6 janvier 2025 au vendredi 27 juin 2025. Elle comporte 125 épisodes au total.

## Gagnants
- 2013 : Christophe Rouget de la région Île-de-France à Beaumont-sur-Oise (Val-d’Oise)[286]
- 2014 : Patrice Monchaussé de la région Île-de-France à Meaux (Seine-et-Marne)[287]
- 2015 : Christophe Prodel de la région Languedoc-Roussillon à Montpellier (Hérault)[288],[289],[290]
- 2016 : Boulangerie Utopie de la région Île-de-France à Paris (11ème)[68]
- 2017 : Boulangerie Maison Lamour de la région Nouvelle-Aquitaine à Bordeaux (Gironde)[291]
- 2018 : La Fougasse d’Uzès de la région Occitanie à Uzès (Gard)[292]
- 2019 : Du Pain pour demain de la région Bourgogne-Franche-Comté à Dijon (Côte-d'Or)[293],[294]
- 2020 : Aux délices normands de la région Normandie à Franqueville-Saint-Pierre (Seine-Maritime)[295]
- 2021 : Pâtisserie Grandjean de la région Nouvelle-Aquitaine à Bourg (Gironde)[296]
- 2022 : Boulangerie - Pâtisserie Jean-Baptiste Grangé de la région Nouvelle-Aquitaine (sud) à Pau (Pyrénées-Atlantiques)[réf. nécessaire]
- 2024 : Boulangerie - Pâtisserie La Maison Gautier de la région Nouvelle-Aquitaine à Anglet (Pyrénées-Atlantiques)[297]
- 2025 : Boulangerie - Pâtisserie Familha de la région Auvergne-Rhône-Alpes à Chambonas (Ardèche)[298]

## Voix-off
- Olivia Brunaux, comédienne, réalise le commentaire en voix off pour les saisons 1 et 2.
- Bertrand Vivier, alias Léon, comédien[299], assure le commentaire en voix off à l'occasion de la saison 3.
- Sophie Drumain, voix off depuis la saison 6 sur des textes de Lucile Bornot[300].

## Audiences
L'émission connaît un succès important, réalisant un niveau record jamais atteint depuis juillet 2012 pour M6 avec 14,2 % de part d'audience dans la case horaire. 
La Meilleure Boulangerie de France a été suivie par 1,3 million de téléspectateurs et un pic d'audience à 1,9 million.
La saison 5 de La Meilleure Boulangerie de France a été suivie chaque soir par 1,6 million de téléspectateurs et 10 % de part de marché, affichant un bilan correct. Un pic d'audience le 1er novembre 2017 avec 2,2 millions de téléspectateurs et 11,9 % de part de marché.
Nouveau record d'audience le 17 mars 2021 avec 2,61 millions de téléspectateurs et 13 % de part de marché.

### Tableau
| Saison | Année tournage | Année diffusion | Nombre d'épisodes | Audience  | Audience  | Audience  | Audience  | Audience  | Source            |
| Saison | Année tournage | Année diffusion | Nombre d'épisodes | Première  | Finale    | Moyenne   | Minimum   | Maximum   | Source            |
| ------ | -------------- | --------------- | ----------------- | --------- | --------- | --------- | --------- | --------- | ----------------- |
| 1      | 2013           | 2013            | 40                | NC        | NC        | NC        | NC        | 2 800 000 | Toutelatele.com   |
| 2      | 2014           | 2014            | 45                | NC        | NC        | NC        | NC        | 1 700 000 | Toutelatele.com   |
| 3      | 2015           | 2015            | 50                | 1 362 000 | 1 400 000 | NC        | NC        | 2 000 000 | Toutelatele.com   |
| 4      | 2016           | 2016            | 40                | 1 166 000 | 1 270 000 | 1 100 000 | NC        | NC        | Toutelatele.com   |
| 5      | 2017           | 2017            | 45                | 1 220 000 | 1 730 000 | 1 580 222 | 1 220 000 | 2 240 000 | [réf. nécessaire] |
| 6      | 2018           | 2018            | 45                | 1 117 000 | 1 480 000 | 1 267 667 | 808 000   | 1 575 000 | [réf. nécessaire] |
| 7      | 2019           | 2019            | 50                | 1 164 000 | 1 700 000 | 1 387 440 | 948 000   | 1 719 000 | [réf. nécessaire] |
| 8      | 2020           | 2021            | 70                | 1 812 000 | 2 241 000 | 2 254 000 | 1 812 000 | 2 615 000 | Toutelatele.com   |
| 9      | 2021           | 2022            | 75                | 1 790 000 | 1 490 000 | 1 706 250 | 1 320 000 | 2 040 000 | [réf. nécessaire] |
| 10     | 2022           | 2023            | -                 |           |           |           |           |           | [réf. nécessaire] |